# 細矢治夫
細矢 治夫（ほそや はるお、1936年7月18日 - ）は、日本の化学者。お茶の水女子大学名誉教授。理学博士。専門は数理化学、理論化学、情報化学。神奈川県鎌倉市出身。
化学構造のグラフ表現（分子グラフ）に関するトポロジカル・インデックスという用語の提唱者、その一つである細矢インデックス (Hosoya Index) の発案者として知られる。

## 略歴
- 1959年 東京大学理学部化学科卒業[3]
- 1964年
  - 東京大学大学院理学系研究科博士課程修了[3]。理学博士（東京大学）[3][4]
  - 理化学研究所研究員[3]
- 1967年 ミシガン大学で博士研究員としてJohn R. Platt（英語版）に師事[1]。
- 1969年 お茶の水女子大学理学部化学科助教授[3][4]
- 1984年 同情報科学科教授[3][4]
- 2002年
  - 退職し[1]、お茶の水女子大学名誉教授。
  - 日本コンピュータ化学会会長[7]
- 2006年 平成17年度日本化学会化学教育賞受賞[8][2]
- 2015年 春の叙勲で瑞宝中綬章受章[9]

## その他
- エルデシュ数が1の数学者との共著論文が3名以上ある。このため、化学者であるがエルデシュ数が2である。
  - 著書『三角形の七不思議』では、帯に秋山仁とピーター・フランクルが言葉を寄せている。秋山はフランク・ハラリーに、ピーターはロナルド・グラハムに師事していた。

## 著書
単著
- 『量子化学』（1980年）サイエンス社、ISBN 4781902286
- 『化学をつかむ』（1983年）岩波書店、NCID BN01511044
- 『絵解き量子化学入門』（1993年）オーム社、ISBN 4274119904
- 『ピタゴラスの三角形とその数理』（2011年）共立出版、ISBN 9784320019867
- 『トポロジカル・インデックス―フィボナッチ数からピタゴラスの三角形までをつなぐ新しい数理』初版2012年8月20日、改訂版2021年9月17日。日本評論社、ISBN 9784535786660
- 『三角形の七不思議』（2013年）講談社、ISBN 9784062578233

共著
- 『化学反応の機構』（長倉三郎と共著）（1970年）東京化学同人、ISBN 978-4807911981
- 『構造と物性』<朝倉化学講座5>（丸山有成と共著）（1978年）朝倉書店、ISBN 9784621022917

## 論文
- Topological Index. A Newly Proposed Quantity Characterizing the Topological Nature of Structural Isomers of Saturated Hydrocarbons, Bulletin of the Chemical Society of Japan, Vol.44 (1971), No.9, pp.2332-2339. doi:10.1246/bcsj.44.2332
- On the Distance Matrix of a Directed Graph, Jour. Graph Theory 1 (1977)（ロナルド・グラハムとアラン・ホフマン（en)との共著）[10]
- On the matching properties of three fence graphs, Journal of Mathematical Chemistry (1993) Volume 12, Issue 1, pp.211-218（フランク・ハラリーとの共著）[11]